# NGC 3483
NGC 3483 (również PGC 33060) – galaktyka spiralna (S0-a), znajdująca się w gwiazdozbiorze Hydry. Odkrył ją John Herschel 10 maja 1834 roku.